# Guibert Vrijens
Guibert (Gé) Vrijens (Kanne, 10 augustus 1943 – 29 januari 2012) was een hedendaags Belgisch componist, muziekpedagoog, contrabassist, bugelist en trompettist. Hij was van 1969 tot 2008 contrabassist van het Koninklijk Concertgebouworkest.

## Biografie
Vrijens studeerde aan het Conservatorium Maastricht, het ArtEZ Conservatorium in Arnhem en aan het Conservatorium van Amsterdam contrabas, trompet en compositie. Hij werd lid van het Limburgs Symfonie Orkest in Maastricht en ging later na het Overijssels Philharmonisch Orkest. Een verdere werkplaats was het Balletorkest om sinds 1969 contrabassist bij het Koninklijk Concertgebouworkest in Amsterdam te worden. Als solist verzorgt hij optredens in binnen- en buitenland.
Van 1983 tot 1994 was hij docent voor contrabas aan het toenmalige Sweelinck Conservatorium in Amsterdam.
Als componist schreef hij vooral werken voor zijn instrument, de contrabas, maar ook voor andere media.

## Composities

### Werken voor harmonieorkest
- 1974 - Ravne

### Kamermuziek
- 1985 - Prélude et fugue, voor contrabas en altviool
- 1985 - Semantic song, voor contrabas en piano
- 1989 - Canto basso, voor 10 contrabassen
- 1990 - Duo, voor cello en contrabas
- Four to the fore, voor 4 trompetten of 4 klarinetten met piano of combo (Mandoline (of strijkers, accordeon, organ)) ad lib., gitaar, contrabas (basgitaar), drums of cassette

- Library of Congress Control Number: nr95045616
- Virtual International Authority File: 68823994
- WorldCat: E39PBJpYyXXQFfXJfFKbxCJqwC